# Beiträge zur Kunde Preußens
Beiträge zur Kunde Preußens war eine deutschsprachige Zeitschrift zum Themenbereich Preußen. Die multidisziplinäre Zeitschrift wurde seit dem Jahr 1817 von Karl Gottfried Hagen, Karl Heinrich Hagen und Bernhard Conrad Ludwig von Gervais herausgegeben und erschien von 1818 bis 1825 in Königsberg bei Hartung. Es wurden 7 Bände veröffentlicht. Von einer Neuen Folge soll nur ein 1. Band 1837 erschienen sein, mit Optatus Wilhelm Leopold Richter als Herausgeber.